# Рада національного порятунку
Ра́да націона́льного поряту́нку (порт. Junta de Salvação Nacional МФА: [ˈʒũtɐ ðɨ salvɐˈsɐ̃w nɐsiuˈnal]) — військова хунта в Португалії у 1974—1976 роках. Постала в результаті Революції гвоздик 25 квітня 1974 року і повалення Нової держави. Виконувала функції португальського уряду до формування першого конституційного уряду Республіки.

## ПрограмаРуху збройних сил
Рада національного порятунку була передбачена ще задовго до Революції гвоздик у програмі так званого Руху збройних сил (порт. Movimento das Forças Armadas). Ця програма також передбачала негайне відсторонення від влади президента Республіки адмірала Амеріку Томаша, уряду Марселу Каетану, а також розпуск Національної Асамблеї. Призначення президента і віце-президента Республіки ставало компетенцією Ради національного порятунку. Серед негайних заходів було припинення існування політичної поліції PIDE і цензури, що до того переслідували будь-яку опозицію в країні. Головними гаслами нового військового уряду стали три D: Democratizar, Descolonizar, Desenvolver (демократизувати, деколонізувати, розвивати).
Таким чином, вступав в силу Конституційний закон № 1, від 25 квітня 1974 року (за підписом голови Ради національного порятунку Антоніу де Спіноли.

## СкладРади національного порятунку
До складу Ради національного порятунку увійшли представники від армії, ВПС і ВМС:
- Генерал Антоніу де Спінола (Збройні Сили — голова);
- Генерал Франсішку да Кошта Гоміш (ВМС);
- Бригадир Жайм Сілверіу Маркеш (ВМС);
- Генерал Мануел Діогу Нету (ВМС — знаходився у Мозамбіку);
- Полковник Карлуш Галвау де Мелу (ВПС);
- Капітан Жозе Баптішта Піньєйру де Азеведу (ВМС);
- Капітан Антоніу Алва Роза Коутінью (ВМС).

Головою Ради національного порятунку став генерал Антоніу де Спінола, який тимчасово виконував обов'язки президента Республіки (з 26 квітня по 15 травня 1974 року — дата, коли офіційно вступив на посаду президента Республіки), а також главою Ради міністрів (з 26 квітня по 16 травня того ж року — дата, коли на цій посаді був змінений Палмою Карлушом).
Після подій 28 вересня 1974 року, коли генерал Антоніу де Спінола подав у відставку, Раду національного порятунку очолив Франсішку да Кошта Гоміш, ставши одночасно і президентом Республіки. Цього разу до складу Ради національного порятунку увійшли нові члени:
- Підполковник Карлуш Фабіау (Збройні Сили);
- Підполковник Нуну Фішер Лопеш Піріш (Збройні Сили);
- Підполковник Нарсізу Мендеш Діаш (ВПС);
- Підполковник Анібал Пінью Фрейре (ВПС);
- Комендант Сілвану Рібейру (ВМС, тимчасово до повернення з Анголи Антоніу Алви Рози Коутінью).

## Наслідки
Вже наступного дня, 26 квітня, було звільнено політичних в'язнів з тюрем Кашіаша і Пеніша. Політичні ідеологи революції (комуністичного і лівого спрямувань) повернулися до країни з еміграції, а вже за тиждень уперше за багато років країна змогла вільно відсвяткувати 1 травня (лише на вулицях Лісабона на ці урочистості вийшло близько 1 млн чоловік).
Перехідний період або так званий Революційний процес в дії (порт. Processo Revolucionário Em Curso) тривав в Португалії близько двох років. Історики відмічають численні політичні переслідування між лівими і правими напрямками. Марселу Каетану був змушений емігрувати спочатку на острів Мадейра, а згодом у Бразилію, де і помер у 1980 році. Багато підприємств було націоналізовано. Вже за рік, 25 квітня 1975 року, були проведені перші вільні вибори до національного парламенту, де більшість здобула Соціалістична партія. Новообраний парламент розробив проект нової конституції, який було ухвалено у 1976 році. Усі португальські колонії в Африці, а також Східний Тимор отримали незалежність.